# Barracuda (Quantum Jump)
Barracuda is het tweede en laatste studioalbum van Quantum Jump. Na dit album zou nog Mixing worden uitgebracht, dat bevatte remixen van materiaal van de twee studioalbums. Tussen de opnamen van hun debuutalbum en Barracuda zat 2 a 3 jaar en de band is in die periode gedecimeerd tot een trio. De samenwerking met de tekstschrijver MacIver is eveneens beëindigd (hij vertrok naar Los Angeles), zodat qua stijl en teksten een heel ander album kwam. Opnamen vonden plaats in de Trident Studios (oktober 1976-februari 1977) in Londen met als muziekproducenten Rupert Hine en Jerry Smith, tevens geluidstechnicus. Daar waar het debuutalbum nog een redelijke al zij het wat laat succes meebracht in the single The lone ranger bleef Barracuda vrijwel onopgemerkt.

## Musici
- Rupert Hine – toetsinstrumenten, zang
- Trevor Morais – drumstel, percussie
- John G. Perry – basgitaar, zang

Met
- Geoff Richardson – gitaar, akoestische en elektrische altviool, fluitjes
- Ray Cooper – percussie
- Paul Keogh – gitaar
- Elkie Brooks – zang op Barracuda, Europe on a dollar a day en Starbright Park
- Penguin Café Orchestra met Simon Jeffes onder leiding van Gavin Wright en Helen Liebmann
- Jef Daly (saxofoons) en Henry Lowther (trompet) onder de noemer The Tower of Lowther horn section ( een verwijzing naar de Tower of Power blazerssectie

## Muziek
| Nr. | Titel                                                    | Duur |
| --- | -------------------------------------------------------- | ---- |
| 1.  | Don’t look now (Quantum Jump)                            | 4:16 |
| 2.  | The sceance (too spooky) (Quantum Jump, Jeanette Obstoj) | 3:45 |
| 3.  | Barracuda (Quantum Jump)                                 | 6:10 |
| 4.  | Starbright Park (Quantum Jump, Martin Hall)              | 6:00 |

| Nr. | Titel                                                                 | Duur |
| --- | --------------------------------------------------------------------- | ---- |
| 1.  | Love crossed (like vines in our eyes) (Quantum Jump, Jeanette Obstoj) | 6:45 |
| 2.  | Blue mountain (Aloha green sea) (Quantum Jump, Jeanette Obstoj)       | 3:30 |
| 3.  | Europe on a dollar a day (Quantum Jump)                               | 3:51 |
| 4.  | Neighbours (Quantum Jump, Jeanette Obstoj)                            | 6:45 |

Het album werd in 1999 uitgebracht op compact disc. Daar werden een aantal bonustracks bijgeperst, afkomstig van Mixing: Don’t look now, Blue mountain, Barracuda, Take me to the void again en Summer in the city. Die laatste, een cover van Summer in the city van The Lovin's Spoonful,  was bedoeld om als single bij Barracuda uit te brengen, maar de opnamen werden nooit voltooid.
De platenhoes werd opgesierd door een opgezette barracuda op een tankauto.